# ナイーブな分散化
ナイーブな分散化（ナイーブなぶんさんか）とは、経済学者のリチャード・セイラーらによって確立された選択ヒューリスティックの一つ。 分散ヒューリスティックも呼ばれる 。一般に、一度に複数の選択を行うように求められた場合、人々は同じタイプの意識決定を何度も行う場合と比べ、その選択が分散する傾向にある。 その最初の実験は、消費者の意思決定の文脈で、マーケティングにおけるItamar Simonsonによって示され、その後、経済あるいは財政的決定の文脈へと一般化された。 
Simonsonは、人々が同時に選択する必要がある場合は、幅広い選択を行い、次に逐次的選択を行うことを示した。たとえば、次の3週間に6つのお菓子のうちどれを消費するかを「今すぐ」選択する必要がある場合、多くの種類のお菓子を選択し、次に、週に1回、6種類のお菓子の中から、その週に3週間摂取するものを選択する。その後の研究で、この効果はハロウィンのフィールド実験を通しても再現された。 ハロウィンの夜、子供が受け取るキャンディーを同時に選択するか、何度も選択できるかを求められた場合に、どのような意思決定を行うかが比較された。その結果、選択を同時に行う必要がある場合には強い分散バイアスを示したが、何度も行う場合にはそうではなかった。 
シェロモ・ベナルチとリチャード・セイラーは、リードとローウェンシュタインのハロウィン研究について次のようにコメントした。「どちらの場合でも、キャンディーが袋に入れられた後で消費されるので、この結果は驚くべきものである。 重要なのはバッグ内のポートフォリオであり、それぞれの家で選択されたポートフォリオではない。」  子供たちが示したナイーブな分散化に続き、ベナルチとセイラーは、 確定拠出年金の文脈で意思決定を行う投資家の間でその効果が現れるかどうかを研究することに目を向けた。 彼ら曰く、「一部の投資家は『N分の1戦略』に従っている。彼らは、拠出金を、計画で提供された資金全体に均等に分配する。このナイーブな分散投資の考え方と一致し、株式への投資の割合は、計画における株式ファンドの割合に強く依存することがわかった。」 この調査結果は、経済的意思決定を行う一般人の文脈では特に問題となる。なぜなら、彼らは効率的フロンティアでも述べられている通り、準最適な方法で多様化している可能性があるからである。 
ドロン・クリンガー、マーティン・アッセム、レコモ・ツィンケルスは、分散化ルールへのナイーブな依存は、消費者や研究室の被験者に限定されないことを示した。 彼らは、経済誌「Journal of Economic Behavior and Organization」特別号の論文の著者と、査読を求められた行動金融研究者に、アンケートを配布した。 このような専門家はおそらく、判断と意思決定におけるヒューリスティックとバイアスの役割について十分な知識を持っていると考えられるが、彼らに対してそれらの分野におけるさまざまなタイプの研究の相対的な重要性に関する質問を行った。潜在的な回答者の半分は、各質問に2つまたは3つの可能なタイプがリストされたバージョンを受け取った。 残りの半分はまったく同じ質問を受け取ったが、彼らのバージョンでは、2つまたは3つのタイプの1つがさらに細かい項目に分割された。 結果は、これらの専門家が彼らの専門職の将来についての見解を表明したとき、分散ヒューリスティックに大きく依存していたことを示している。 
ポルトガルのカトリック大学のダニエル・フェルナンデスは、ベナルチとセイラーの実験と同様の手順を使用し、個々の被験者のナイーブな分散化に関するバイアスを引き出した。 回答者は2つの仮説を立てるよう求められた。 最初の決定では、回答者は貯蓄を5つのファンドに割り当てる必要があり、そのうち4つは株式ファンドだった。 2番目の決定では、回答者は貯蓄を5つのファンドに割り当てる必要があり、そのうち4つは債券ファンドだった。 結果は、株式ファンドの比率が大きいほど回答者が株式に投資する可能性がはるかに高かったという元の発見を再現している。 ナイーブな分散化によるバイアスは、多くのサンプルにわたって（大学の財務教授の間でさえ）観察され、投資家が直感を使って決定する範囲によって説明された。 直感的な判断を使用する投資家が多いほど、ナイーブな分散バイアスを示すようになる。 